# ملایر
مَلایِر شهری تاریخی در غرب ایران است. این شهر مرکز شهرستان ملایر و در ۳۸۶ کیلومتری غرب پایتخت و در ۷۰ کیلومتری جنوب شرقی مرکز استان واقع شده است. این شهر از نظر جمعیت دومین شهر بزرگ استان همدان، به‌شمار می‌آید.
ملایر دارای سرانه فضای سبز بالایی است به‌طوری که شامل ۴۰ پارک شهری، ۴ پارک جنگلی و یک پارک قدیمی به نام پارک سیفیه است. سرانه فضای سبز در ملایر بیش از ۳/۱۴ متر مربع است. از جمله آثار دیدنی در ملایر می‌توان به پارک سیفیه، یخچال میرفتاح، شهر زیرزمینی سامن دوره اشکانیان، پروژه پارک ملل ملایر، بام ملایر و دریاچه کوثر اشاره کرد.
ملایر دارای طبیعت معتدل کوهستانی با زمستان‌های سرد و پر برف و تابستان‌های معتدل است. وجود روستاها و زمین‌های وسیع کشاورزی و باغ‌های حاصل خیز انگور و فاصله کمتر از ۱۵۰ کیلومتر با سه مرکز استان و قرارگیری بر سر راه‌های مواصلاتی اصلی، همچنین گستردگی صنعت مبل و منبت در توسعه ملایر مؤثر بوده است.
ملایر داری یک ثبت ملی و یک ثبت جهانی است. این شهر به عنوان شهر ملی مبل و منبت در لیست شهرهای صنایع‌دستی کشور ثبت شده است. همچنین انگور ملایر به عنوان پنجاه و سومین میراث مهم کشاورزی جهان در سازمان فائو و ملایر به عنوان شهر جهانی انگور به ثبت رسیده است.

## نام

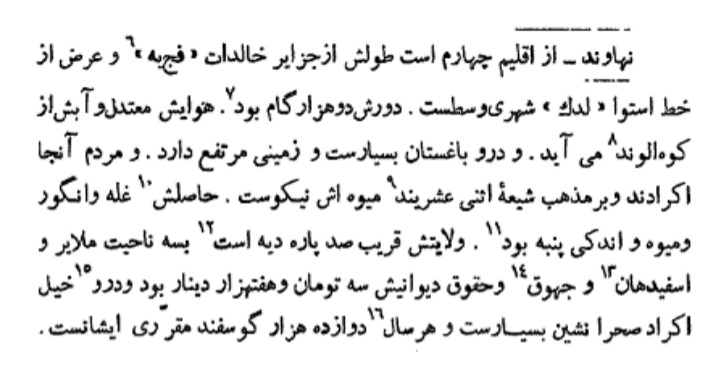
نام ملایر در نزهت‌القلوب نوشته حمدالله مستوفی در قرن هشتم هجری که ملایر را یکی از سه ناحیه نهاوند به‌شمار آورده است

اگرچه شهر کنونی ملایر شهری نوبنیاد است ولی این نام ریشه‌ای کهن دارد. درج نام ملایر بر روی مهرهای به‌دست آمده از دوره ساسانی و ذکر این نام در متن‌های قرن ششم هجری نشان دهنده این است که در آن دوران یا حداقل بخشی از آن، منطقه وسیع بین جنوب کوه‌های الوند تا کوه‌ها شمال لرستان و از شرق در دامنه کوه‌های راسوند تا حوالی کرمانشاه در غرب، به این نام خوانده می‌شده؛ اما به دلیل موقعیت نچندان مناسب ملایر برای تشکیل یک مرکز شهری معتبر و همچنین همجواری این منطقه با شهرهای بزرگ آن دوران همچون همدان، نهاوند، کرج ابودلف و بروجرد، ملایر تا سده‌های اخیر فاقد مرکزیت بوده بنابراین اسناد چندانی از نام ملایر در متون کهن به ویژه متون سده‌های نخستین اسلامی در دسترس نیست، ظهور دوباره نام ملایر را می‌توان بعد از ویرانی شهر کرج ابودلف در سده پنجم هجری و سپس در دوره ایلخانیان در نظر گرفت.
در مورد ریشه‌شناسی نام ملایر چند دیدگاه وجود دارد:
- جمعی بر این باورند که نام این شهر از دو واژه «مال» و «آیر» تشکیل شده است، واژه «مال» ممکن است ریشه در زبان‌های کهن ایرانی همچون زبان مادی باشد که زمانی در این منطقه رواج داشته، این واژه در برخی از گویش‌های لری و کردی معنای «خانه» و «سرزمین» را می‌دهد؛ واژه «آیر» نیز تحریف شده واژه «آگر» است که معنای «آتش» را می‌دهد، به‌این ترتیب واژه ملایر به معنای سرزمین آتش است.[نیازمند منبع][۹]
- برخی واژه «آیر» را هم‌خانواده با «ایر» و «آریا» می‌دانند که در این صورت ملایر به معنی «سرزمین آریایی‌ها» است.[نیازمند منبع][۹]
- برخی آن را تغییر شکل یافته واژه «مِلَه‌دَر» به معنای سرزمین کوهستانی و محل پیام‌رسانی به‌وسیله آتش در شب می‌دانند، کوهی به‌نام «ماله‌دَر کوه» در حوالی ملایر و بروجرد وجود دارد که به این تفسیر شباهت دارد[نیازمند منبع].[۹]

## تاریخ

### پیش از اسلام
آغاز دورهٔ تاریخی
پژوهش‌های باستان‌شناسی در تپه پری ملایر نشانگر دیرینگی دشت ملایر در آغاز دورهٔ تاریخی است. بر پایهٔ یافته‌های باستان شناسان در تپه پری ملایر، منطقهٔ ملایر در دورهٔ ایلام قدیم دارای حکومت مستقل محلی بوده که با همسایگان خود روابط اقتصادی، سیاسی و فرهنگی بسیاری داشته است. با توجه به نزدیکی مقر حکومت سلسلهٔ دوم ایلام قدیم به منطقهٔ پری ملایر در این عصر روابط نزدیک این منطقه با پادشاهی سیماشکی محتمل به نظر می‌رسد. سیماشکی یکی از سلسله‌های تمدن ایلام و پایگاه سیاسی این سلسله به احتمال فراوان خرم‌آباد امروزی بوده است.
دوره آریایی‌ها
شاید بتوان گفت کهن‌ترین سندی مرتبط با این دوره مه در آن به صراحت نام ملایر برده شده است را سکه‌های روزگار ساسانی دانست که نام Malayir بر روی آن دیده می‌شود.

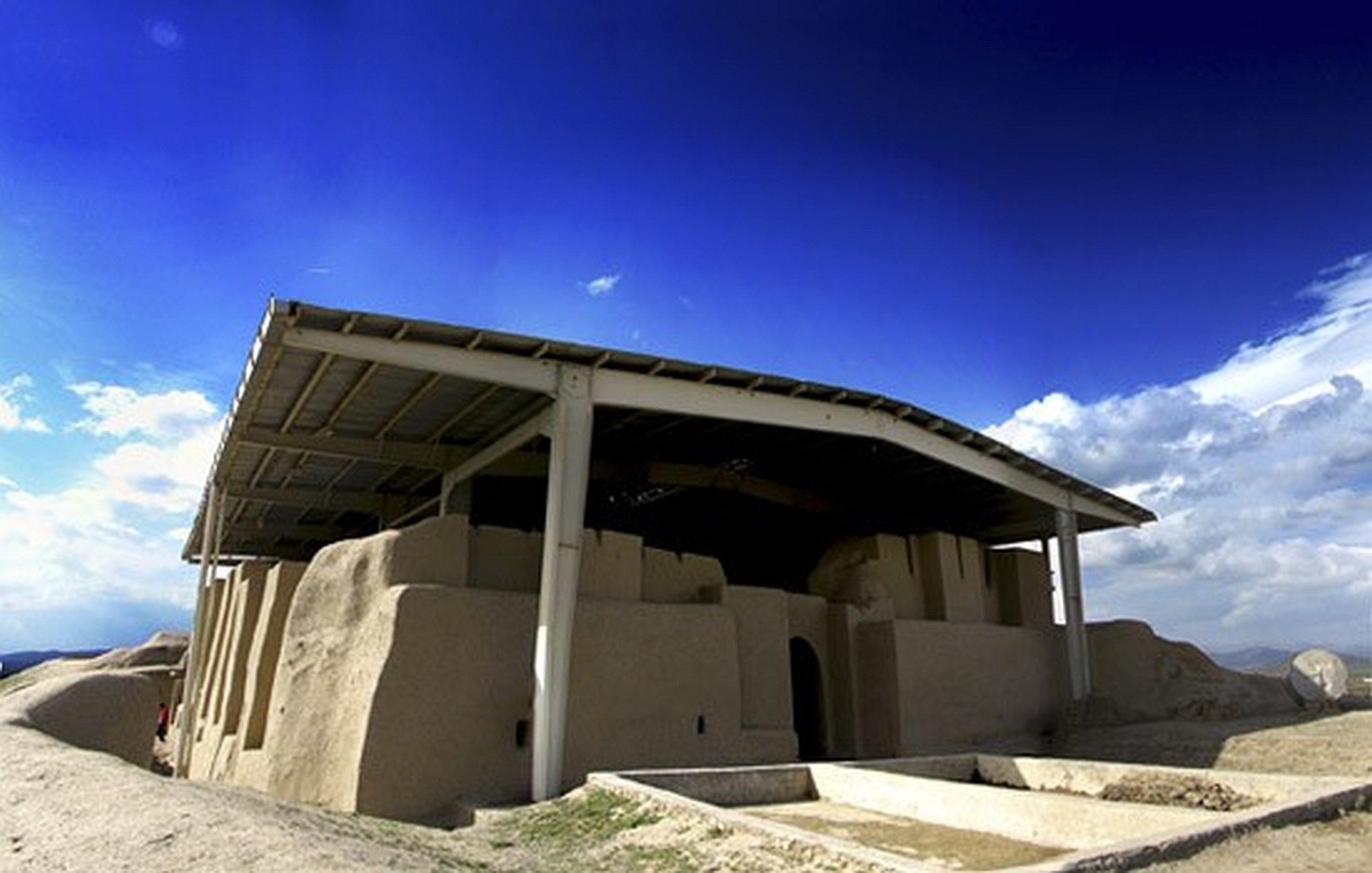
آتش کده نوشیجان

ملایر پیش از ساسانیان جزو حوزه اکباتان و در دوره ساسانیان یکی از نواحی پایتخت آن زمان بوده است. از حوادث مهمی که در عهد ساسانیان در ملایر اتفاق می‌افتد مخفی شدن یزدگرد سوم شاه وقت ایران است که پایتختش در شهرستان نهاوند بوده در قلعه‌ای که در چند کیلومتری شهر کنونی ملایر و بر کوهی که هنوز به کوه یزدگرد مشهور است پنهان می‌شود.
در ده کیلومتری جاده ملایر به سمت بروجرد کوهی است بنام یزدگرد که آثار قلعه‌ای مخروبه بر آن هنوز باقی است. در تاریخ آمده است که یزدگرد سوم آخرین شاه ساسانی هنگامی که از اعراب در مداین شکست خورد برای تجدید قوا و جمع‌آوری لشکر به حوالی ملایر گریخت و این مکان آخرین پناهگاه یزدگرد سوم بوده است.
انوج نیز یکی از روستاهای بسیار قدیمی آن می‌باشد که دارای قلعه‌ای بسیار قدیمی بنام قلعه انوج است که در حال نابودی است. به نظر می‌رسد این قلعه مربوط به دوره اشکانی باشد.
برابر مدارک موجود مردم ملایر در زمان حملهٔ عربان، دلیرانه از خود مقاومت کردند. ابن شادی (۵۲۰ ه‍.ق) در مجمل التواریخ و القصص، ضمن شرح جنگ نهاوند می‌نویسد: «جماعتی از شهدای تازیان و از صحابه، بهری از ایشان با جراحت در حدود خوابق و ملایر هرجا افتاده‌اند و بعضی را در این‌جای‌های مشهد ظاهر است».

### پس از اسلام
دوره زندیه
شهر ملایر در زمان افشار از اهمیت به سزایی برخوردار بوده است. در کتاب خواجه تاجدار آمده است که پس از فوت نادر شاه، کریم خان زند ابتدا توانست بر ملایر مسلط شود و در مرحله بعد نهاوند و تویسرکان را فتح کرد. کریم خان زند بعد از غلبه بر مهر علی خان تکلو حاکم همدان موفق شد همدان را به تصرف خود درآورد. او سپس به سراغ اصفهان و گلپایگان رفت و این دو شهر را تسخیر کرد و به‌طور موقتی ملایر را پایتخت و مقر فرماندهی خود نمود و سپس پایتخت را به فارس برد.
علل شکل‌گیری شهر
آنچه در شهر ملایر قابل مشاهده است، در شمال و شمال غرب، بقایای قلعه زندیه و قلعه چوبین بوده است که هر یک از این دو محله به سمت مرکز شهر کنونی توسعه یافته‌اند و به بخش مرکزی تازه ساز شهر وصل می‌شدند. قاجاریان از اتصال این دو مرکز جمعیتی و ایجاد یک شهر در این نقطه اهدافی داشتند که می‌توان به موارد زیر اشاره نمود:
- شواهد نشان می‌دهد که حاکمان قاجار برای کنترل و تسلط بر منطقه‌ای که در میانهٔ شهرهای همدان، نهاوند، تویسرکان و اراک فاقد یک مرکز شهری بوده است با توسعه شهر کنونی ملایر علاوه برتسلط سیاسی و اجتماعی، از تولیدات دامی، کشاورزی و صنایع دستی منطقه به ویژه فرش هم استفاده نموده‌اند.
- موقعیت مناسب طبیعی و جغرافیایی موجب تداوم زیستگاهی و توسعه آن در دو سدهٔ اخیر شهر بوده است.
- یکی دیگر از دلایل پیدایش و شکل‌گیری شهر کنونی ملایر، قرارگیری ملایر بر سر راه‌های تجاری و کاروانی و عتبات عالیات بوده است.[۲۲]

زیرساخت‌های اولیه
هستهٔ اولیهٔ شهر ملایر، قلعهٔ بهرام چوبین است. این دژ یکی از پایگاه‌های مهم نظامی بهرام چوبین سردار نامی خسرو پرویز ساسانی بوده است. بهرام چوبین مدت کوتاهی هم شاهنشاه ایران شد. قلعهٔ بهرام چوبین در خیابان وفایی ملایر واقع شده است و به عنوان هسته اولیهٔ شهر ملایر شناخته می‌شود. هرچند امروزه با توسعهٔ شهر ملایر، قلعه بهرام چوبین در زیر خیابان و خانه‌های منطقه مدفون شده است، اما در سال ۱۳۵۶ حفاری‌هایی از سوی دیوید استروناخ در این نقطه انجام شده است. پس از آنکه ایل زند دوباره به ملایر وارد شدند، در کنار قلعه چوبین، قلعه‌ای ساختند که بعدها به قلعه زندیه معروف شد.

## محله‌های قدیم ملایر
علیرضا گودرزی در کتاب دانشنامه ملایر محله‌های زیر را برای ملایر برمی‌شمارد:
محله زندیه: بنیاد این محله در سال ۱۲۹۸ خورشیدی نهاده شد. از جنوب به محله دراویش و از غرب به خیابان (شهدا/شاهپور)، میدان شهید احمد جوکار (زندیه)، کوچه نظام وفا (سرتیپ) لقب عسکرخان زند ملایری در این محله معروف است. مردمانی از قاعده هرم قومی زند در این محله ساکن بودند.
محله فراهانی‌ها: از بن‌بست هاشمی تا چال خندق (پارک سجاد) مردمانی پیشه‌ور، متدین واهل علم که از فراهان به این منطقه کوچ می‌نمایند. از افراد شاخص آن می‌توان به محمد صادق فراهانی، احمد علی فراهانی، محمد حسین فراهانی، فردوس فراهانی (اولین بانوی مدرس قرآن ملایر) اشاره کرد؛ مردمان آن آرام و خونسرد بودند که علت تبعیدشان حمایت از امیرکبیر بود. اغلب بوجاردار بودند و دارای قد بلند.
محله زوارآباد: معروف به زورآباد (عاشورا) بنیاد این محله و نیز دروازه ازناو به سال ۱۱۹۵ خورشیدی نهاده شد. طبقات مرفه در این محل بودند و مسجد زنده یاد مهدوی جهت زوار در این محله ساخته شد، این مسجد دارای محراب نیست و سبک آن تداوم دوران زندیه و صفویه است می‌توان آنرا اولین حسینیه به‌شمار آورد، در این خیابان منازلی بود که به زوار اجاره داده می‌شد.
محله باغ شاه (عارف): نخست متعلق به یک نفر از بیگلربیگی‌ها بود بعد طبقات خاصی در این محل ساکن بودند از قبیل قصاب‌ها، کارگرها، حمال‌ها و کبوتر بازها، قماربازها.
محله فرح آباد: فضای مسکونی جنوبی، بین خیابان زوارآباد و اراک. پمپ بنزین اراک در جنوب غربی و قبرستان زوارآباد (باغ گل شهرداری) در جنوب شرقی این محله احداث می‌شود، و قنات جعفرخان محله و باغات مربوط به آن را آبیاری می‌نمود، موزه ملایر منزل لطفعلیان و مصدق الممالک در این محله است، در این محله ثروتمندانی بنام با عمارت‌هایی بزرگ و بی همتا بودند.
محله دراویش: از جنوب به خیابان شهید طلوعی، غرب، خیابان همدان/شاهپور، شمال، کوچه نظام وفا
محله سرچشمه: چون این محله در مظهر قنات احداث می‌شود، لذا به آن سرچشمه می‌گفتند. در نتیجه هیئت‌های مذهبی در این محله هم به هیئت سرچشمه شهره می‌شود. کوچه برق پائین در این محله معروف است که بعدها خیابان (خاکی) شهید طلوعی نامیده می‌شود و اولین چاپارخانه (پست)، ثبت احوال، برق در این خیابان دایر شده بود. مسجد حاج قاسم و حمام بلور ایمانی از نظر سبک معماری در این خیابان قابل اعتنا برای پژوهشگران است.
محله امامی‌ها: این محله در شرق دولت‌آباد کهنه بود که با یک گذر به شمال بازار شیخ الملوک وصل می‌شد. وسعت آن خیابان شهید رستگار مؤمنی تا شهید حمزه لوئی منهای شهرداری و شهربانی بود.
محله دولت‌آباد نو (محله رعیت‌ها): غالباً مرمانی رعیت پیشه بودند (غرب خیابان طالقانی) از سرکشه تا میدان طالقانی
محله سوخته زار: (بی آب، فقیر) کوچه شهید رضا زنگنه تا بن‌بست هاشمی.
محله کیقبادی: این کوچه درشمال خیابان بروجرد (سیروس) بود که از شرق به بازار شیخ الملوک که توسط یک درب چوبی به بازار وصل می‌شد. این درب روز گشوده می‌شد و شب هنگام بسته می‌شد. در این محله اجداد آقایان (کتیرائی، معطر، فرهنگ، کلهر، رزم آرا و نیز حاج ابوالقاسم شیرازی) ساکن بودند.
دولت‌آباد کهنه: فضای مسکونی بین خیابان امام رضا تا کوچه شهید رضا زنگنه (شمال) از شرق به خیابان همدان (شاهپور) محله امامی‌ها به خیابان صفرخانیان و از غرب به خیابان دولت‌آباد (طالقانی جدید) محله رعیت‌ها.
محله مفدآباد: مفد آباد از محله‌های تازه تأسیس به عهد امیر موید، محدوده این محله از دبیرستان شریعتی تا کوچه آذر افرا است که به امیرآباد هم شهره می‌باشد.

## دوره قاجار تأسیس شهر

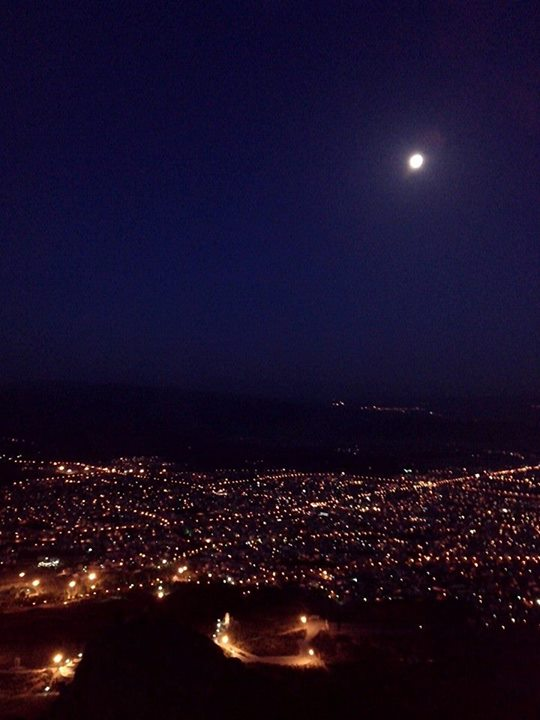
نمای منطقه یک شهری ملایر در شب

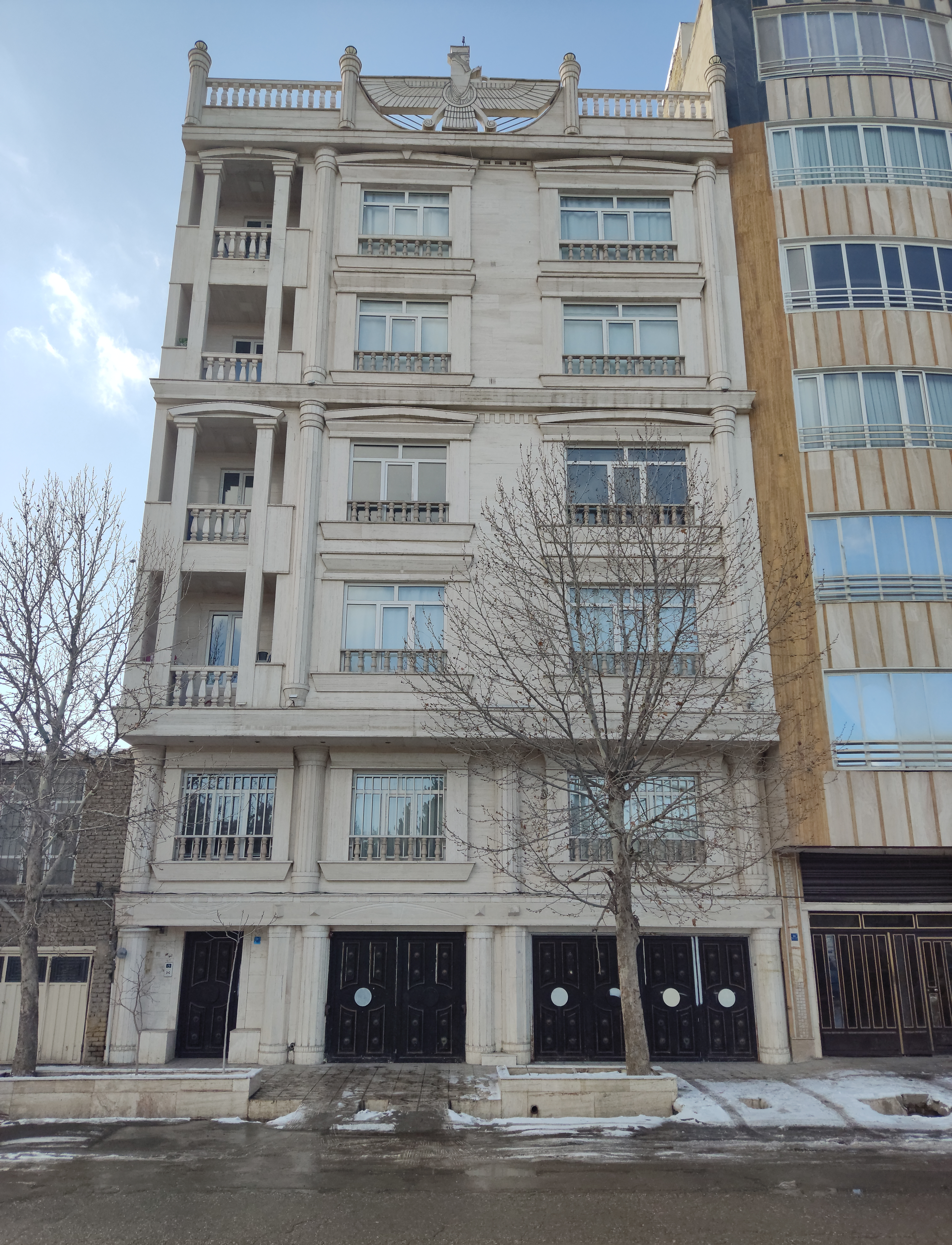
ساختمانی در محلات نوساز ملایر

شهر امروزی ملایر در ۱۲۲۴ هجری قمری به دستور فتحعلی‌شاه قاجار، توسط فرزند وی محمدعلی میرزا دولتشاه، والی کرمانشاه، بنا نهاده شد و شیخعلی میرزا به پاس قدردانی از دولتشاه، این شهر را «دولت‌آباد» نامید. دولت‌آباد مرکز ولایت ثلاث بود. اصطلاح ولایت ثلاث در تقسیم‌بندی‌های کشوری دوره ناصرالدین‌شاه قاجار ایجاد شد و شامل دولت‌آباد (ملایر)، نهاوند و تویسرکان می‌شد. ملایر شهری حاکم‌نشین بود و کلیه دفاتر دولتی و اداری ولایت در این شهر متمرکز بودند.
در این دوره شهرسازی در ملایر تحت تأثیر سبک معماری اصفهانی قرار گرفت و با احداث بلوار و خیابان‌ها سبک تازه‌ای در شهرسازی به وجود آمد که شهر ملایر نیز تا اواخر دوره قاجار تحت تأثیر این سبک قرار داشت.
از جمله خانه‌های قدیمی ساخته شده در این دوره می‌توان به خانه لطفعلی خان، خانه منصوری، خانه بابایی، خانه شیرزادی و خانه محمدباقر محسنی اشاره کرد.
ملایر نسبت به دو شهر نهاوند و تویسرکان شهر تازه تأسیسی به‌شمار می‌آید. با این حال این شهر در دوره قاجار مرکز ولایت ثلاث بود. رونق این شهر در دوران فتحعلی‌شاه قاجار آغاز شد. توسعه ملایر به شخصی به نام شیخعلی میرزا شیخ‌الملوک سپرده شد، وی در رقابت با برادرش که بر بروجرد، اراک و کرمانشاه سلطه داشت رونق ملایر را آغاز کرد. از جمله دستاوردهای شیخ‌الملوک می‌توان به احداث مدرسه، حمام و کاروانسرا اشاره کرد. پس از آن از مردم شهرهای اطراف خواسته شد در ملایر ساکن شوند.
هنگامی که قاجاریان به زمام داری رسیدند، با وصلتی که فتحعلی‌شاه قاجار با زندیه نمود، در صدد دلجویی زندیه برآمد، شاه ایران در سال ۱۲۲۱ هجری قمری به فرزند بزرگش (شاهزاده محمد علی میرزا) که متخلص به «دولتشاه» بود دستور داد در کنار قلعه زندیه شهری کوچک بنا کند و او منطقه بین قلعه چوبین و قلعه زندیه را برگزید. پس از دولتشاه، فتحعلی‌شاه دیگر فرزندش یعنی شیخعلی میرزا را که از طرف مادر به زندیه می‌رسید را به حکومت ملایر منصوب کرد. به این ترتیب طرح اولیه شهر ملایر شکل می‌گیرد.
در آن دوران چهار دروازه در ابتدای چهار ورودی شهر ملایر و نیز برج و باروهای قدیمی در اطراف این دروازه‌ها ساخته شد. در واقع در کنار هر دروازه، یک محله وجود داشته است که همه درون برج و باروی شهر (شارستان) قرار داشته‌اند. در غرب خیابان امام رضا کنونی دروازهٔ سامن و کاروانسرای شترخواب تقریباً در شرق تکیه امام رضا، برج دروازه سنگی در شمال دروازه سامن و برج خاکریز در خیابان صفرخانی کنونی، برج قلاویز در میدان زندیه، برج خندق در ابتدای خیابان طلوعی و مقابل برج خندق، برج دیگری نیز بود. برج یخچال در خیابان خیام، برج حاج جهان شاد در اول ازنا، برج آقا جنب مسجد کلهر، برج زورآباد در کنار دروازه زورآباد، برج حسین علی خان در میدان فعلی امام در جای مسجد صفی که بزرگ‌ترین بود قرار داشتند. این برج‌ها و دروازه‌ها می‌توانند تصویری از دولت‌آباد اولیه را در ذهن ما ترسیم کنند. برج‌های گلی که به هم متصل بودند و در این محدوده «هسته اولیه دولت‌آباد» بزرگ‌ترین قصر به نام قصر آیین (بهشت آیین) تقریباً در محل فعلی هلال احمر با مساحتی بسیار و ارتفاعی بلند ساخته شد. در کنار این برج عمارت گوهرالملوک دختر شیخ الملوک بود که به قصر گوهر الملوک معروف بود. همچنین در درون شهر، محله‌های زورآباد یا فرح آباد، فراهانی، دولت‌آباد، زندیه، کهنه، قبِّه‌ای‌ها، امامی‌ها و میدان حکومتی و دیگر تأسیسات شهری مانند بازار، مسجد، حمام، کاروانسرا، دیوانخانه و سربازخانه شکل گرفت. همچنین قنات‌های ملایر عبارت بودند از دولت‌آباد، پارک، موده، بهارستان و جعفرآباد. پس از شیخعلی میرزا، سیف الدوله، ابولقاسم خان نوری، محمد علی خان میرفتاح و جامع قاسم خوانساری در توسعه وگسترش شهر فعالیت داشتند.
مناطق جدا شده از ملایر

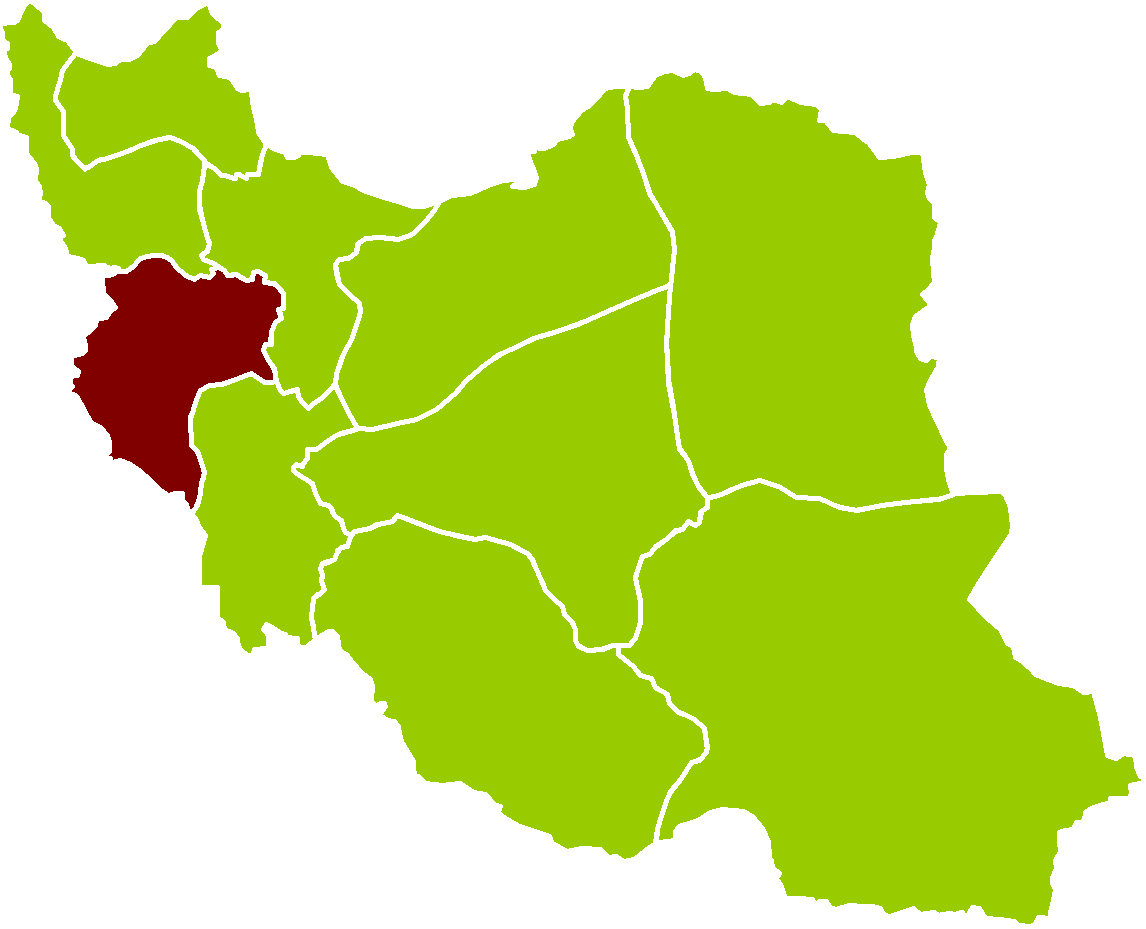
استان پنجم

ملایر در استان غرب قرار داشت و شهرستان‌های فعلی نهاوند و تویسرکان در گذشته و براساس قانون تقسیمات کشوری مصوب ۱۳۲۶ ه‍.ش از بخش‌های تابعه شهرستان ملایر در استان پنجم کشور بودند که در سال ۱۳۲۸ ه‍.ش از ملایر منفک و به شهرستان ارتقاء یافتند

## جغرافیا
اقلیم

لاله واژگون اطراف ملایر

ملایر شهری کوهستانی است و در میان رشته کوه زاگرس قرار گرفته است. بافت اصلی شهر در جلگه‌ای مسطح ساخته شده و آب هوایی معتدل کوهستانی دارد.

زمین‌شناسی
از دیدگاه زمین‌شناسی ملایر در زون سنندج- سیرجان قرار دارد و کمربند ملایر – اصفهان به عنوان یکی از گستره‌های معدنی سرب و روی ایران معرفی شده است.
بر اساس اظهار سازمان زمین‌شناسی و اکتشافات معدنی کشور کمربند ملایر – اصفهان مهم‌ترین محور روی و سرب ایران است.

موقعیت جغرافیایی
ملایر در ۴۸ درجه و ۴۹ دقیقه و ۳۰ ثانیه از مبدأ گرینویچ و عرض ۳۴ درجه و ۱۷ دقیقه قرار دارد. ارتفاع این شهر از سطح دریا ۱۷۲۵ متر است.

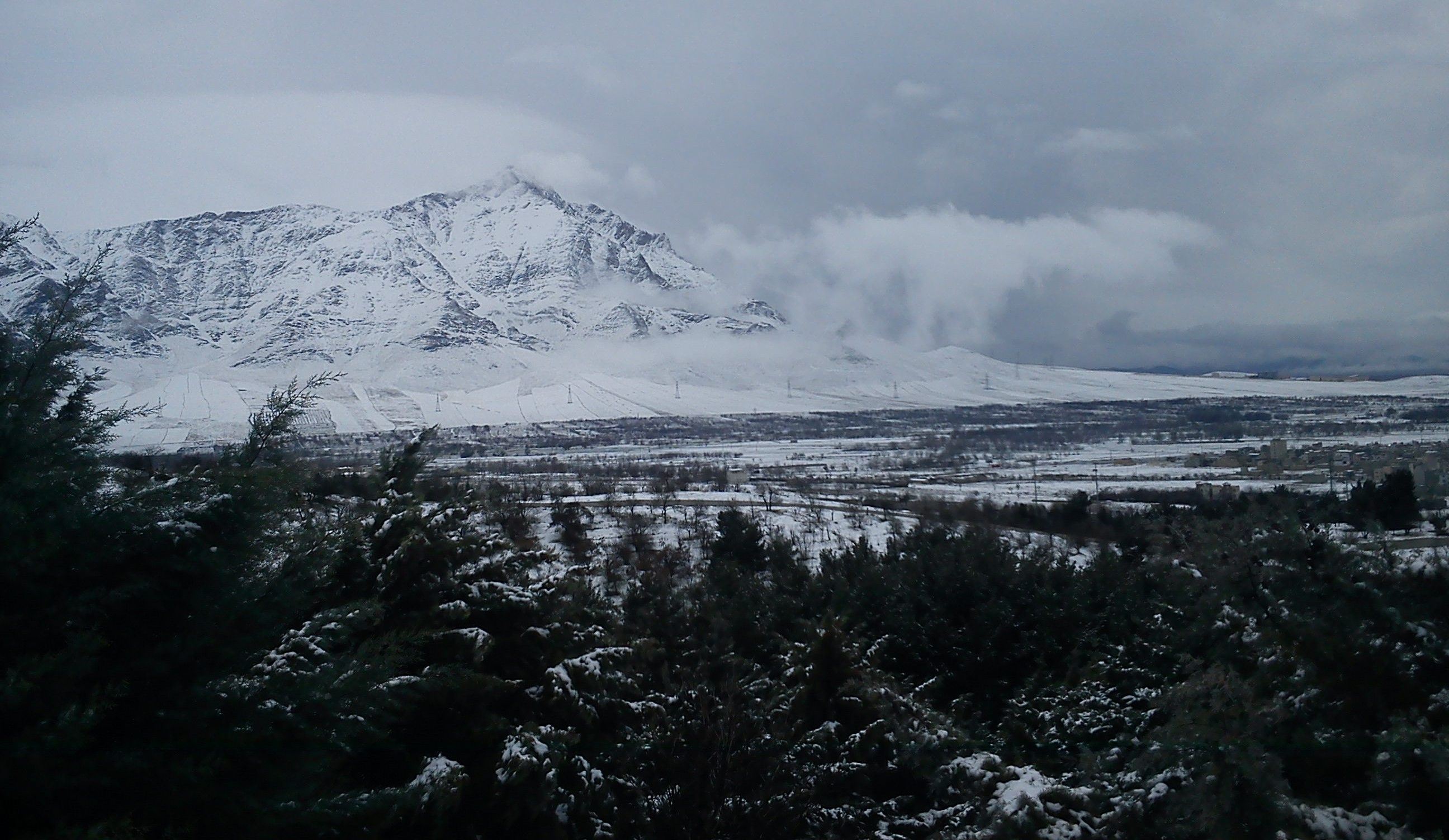
نمای سرد کوه از بام ملایر

### مسافت شهرهای شهرستان ملایر با شهر ملایر
| شهر مقصد      | فاصله(KM) | زمان تقریبی سفر |
| ------------- | --------- | --------------- |
| ازندریان      | ۳۵        | ۴۰ دقیقه        |
| جوکار         | ۲۳        | ۲۰ دقیقه        |
| سامن          | ۱۷        | ۱۵ دقیقه        |
| اسلام‌شهر آق‌گل | ۴۰        | ۴۵ دقیقه        |
| زنگنه         | ۳۰        | ۳۵ دقیقه        |

## مردم‌شناسی

### جمعیت
بر پایه سرشماری عمومی نفوس و مسکن در سال ۱۳۹۵ جمعیت این شهر ۱۷۰٬۲۳۷ نفر (۵۲٬۶۹۷ خانوار) بوده است.
جدول زیر روند رشد جمعیت ملایر را نشان می‌دهد.

### مردم
استان داری همدان: لر و لک این قوم در شهرستانهای ملایر، نهاوند وبخش سامن در ۲۵۵روستا ساکن می‌باشند.زبان لری ولک :ساکنان ملایر، نهاوند وسامن به این گویشها تکلم می‌کنند.

### تاریخچه مردم‌شناسی
در کتاب قاموس المعارف نوشته مدرس تبریزی، ملایر بلوکی از عراق عجم که دارای سیصد قریه (روستا) است و مردمان آن فارس، ترک، کرد و لر می‌باشند توصیف شده است.
در کتاب فرهنگ جغرافیایی ایران نوشته حسینعلی رزم آرا، زبان مردم شهر ملایر و دهستان‌های حومه آن، دهستان سامن، دهستان کمازان و دهستان آورزمان فارسی ذکر شده و در دهستان ترک به ترکی و فارسی کردی تکلم می‌شود.
در کتاب ملایر، نوشته محسن عمادی ملایری، اصلیت بیشتر مردم شهرستان ملایر به مهاجران تازه‌وارد از نواحی آشتیان، همدان، خوانسار و اصفهان که در دوره فتحعلی شاه قاجار مهاجرت کردند بر می‌گردد
سیف‌الدوله قاجار حاکم همدان در سفرنامه خود به ملایر ذکر می‌کند مردم ملایر اکثراً از طوایف لر می‌باشند.
زین‌العابدین شیروانی دویست سال پیش در کتاب بستان السیاحه می‌نویسد که مردم ملایر اکثراً فارسی‌زبان هستند و باقی جمعیت را ترک‌ها و کردها و لرها تشکیل می‌دهند.

### گویش
شهرستان ملایر به خاطر موقعیت جغرافیایی‌اش از دیرباز میزبان اقوام گوناگون بوده است و از این روی گویش‌های گوناگونی در آن به وجود آمده است که مهم‌ترین آن‌ها می‌توان به زبان فارسی و گویش ملایری می‌توان اشاره کرد. سکندر امان‌الهی بهاروند زبان لری را به دو دسته باختری و خاوری تقسیم کرده و گویش ملایری را در کنار گویش نهاوندی و گویش بروجردی در دسته گویش‌های باختری زبان لری قرار داده است فرهنگستان زبان و ادب فارسی این گویش را بیشتر فارسی و اندکی لری می‌داند که به لحاظ اشتراک برخی ویژگی‌ها تلفیقی از لهجه همدانی و زبان لری دارد. رودیگر اشمیت نیز معتقد است این گویش به پارسی میانه نزدیک است.
همچنین برخی زبان شناسان با بررسی ویژگیهای آوایی، واژگانی، معنایی و نحوی گویش ملایری آن را گویشی از لری که برخی ویژگی‌های لهجه همدانی و زبان لری و فارسی را دارد دانسته‌اند.اطلس زبان‌های ایران، تصویری از پراکندگی زبانی در کشور ایران ارائه می‌کند، گونه‌های زبانی فهرست‌شده برای ملایر را لری شمالی، فارسی معیار و لکی است.

### دین
دین بیشتر مردم ملایر اسلام و مذهب آنان شیعه دوازده امامی است. در ملایر اقلیت‌های مذهبی نیز وجود دارد. در گذشته شمار زیادی از یهودیان در ملایر زندگی می‌کردند که پس از انقلاب اسلامی بیشتر آن‌ها به اسرائیل مهاجرت کرده‌اند. در گذشته کلیسای ارامنه ملایر در ملایر وجود داشته است. در شهرستان ملایر چهار کلیسا وجود داشته که اکنون تنها ویرانه‌های آن‌ها باقی مانده است.
این کلیساها عبارتند از:
- کلیسای مریم مقدس در منطقه اناوش (انوچ)
- کلیسای استپانوس مقدس در قاسم‌آباد
- کلیسای سرکیس مقدس در ملایر
- کلیسای مریم مقدس در شروین (شه‌ورین)

ضمناً در این شهر چهار منطقه ارمنی‌نشین بوده است که از کلیساهای آن‌ها اطلاعی در دست نیست.

## ترابری

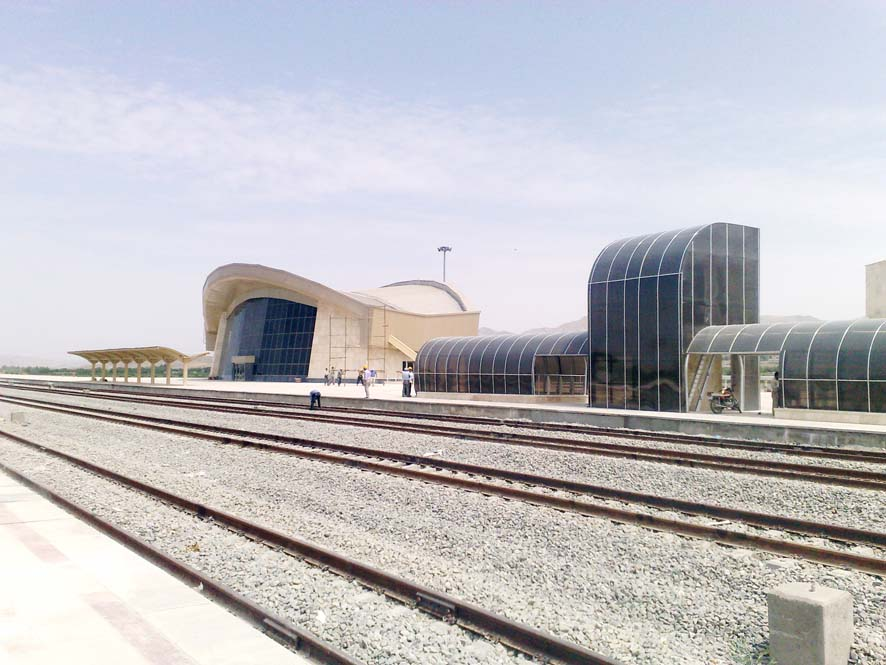
ایستگاه راه‌آهن ملایر

### پایانه مسافربری
شهر ملایر دارای سه پایانه مسافربری می‌باشد:
پایانهٔ بزرگ ملایر در میدان استقلال واقع شده، این پایانه دارای مساحتی معادل ۲۱۰۰۰۰مترمربع است. سرویس‌دهی این پایانه به تمام نقاط کشور (برون استانی) است.
پایانهٔ غرب یا ترمینال همدان در میدان انقلاب بلوار بهشتی جنب فرمانداری واقع شده که دارای مساحتی معادل ۱۰۰۰مترمربع می‌باشد. سرویس‌دهی این پایانه به شهرهای همدان - تویسرکان - سنندج و روزانه ۷۰۰۰نفر مسافر از این پایانه جابه‌جا می‌شوند
پایانهٔ جنوب غرب در بلوار انقلاب میدان تعاون واقع شده و دارای مساحتی معادل ۸۰۰ مترمربع است. سرویس‌دهی این پایانهٔ به شهرهای خرم‌آباد - کرمانشاه - نهاوند - بروجرد - سامن می‌باشد.

### راه‌آهن
راه‌آهن غرب کشور حلقه اتصال شرق به غرب کشور است که این شبکه از ایستگاه سمنگان در شهر اراک آغاز و در نهایت به بندر لاذقیه در دریا مدیترانه می‌رسد
راه‌آهن شهر ملایر به عنوان بخشی از راه‌آهن غرب است در سال ۱۳۹۱ قطعه اراک ملایر آن تکمیل و قابل بهره‌برداری شده است و قطعه‌ای که این شهر را به کرمانشاه و مرز خسروی متصل می‌کند. تا نیمه نخست سال ۱۳۹۳، ۸۵ درصد پیشرفت کاری داشته است.

### فرودگاه ولی عصر
فرودگاه ولی عصر فرودگاهی در دست ساخت در شهر ملایر است. مراحل مقدماتی ساخت این فرودگاه از سال ۱۳۷۲ آغاز شده و هدف از احداث آن خدمات دهی به شهروندان شهرهای ملایر، نهاوند و بروجرد است.

## آموزش

### مراکز آموزش عالی

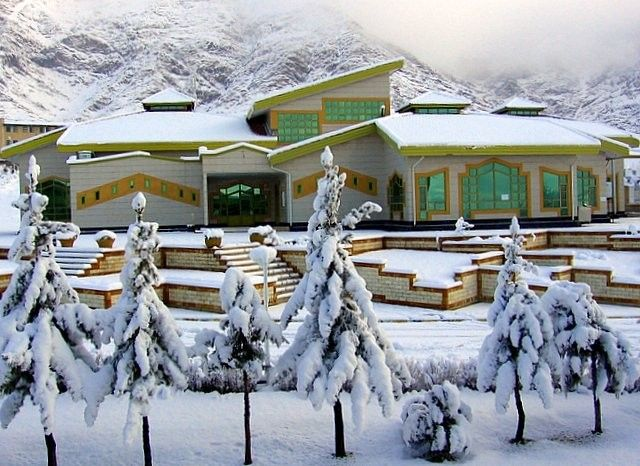
سلف غذا خوری دانشگاه آزاد اسلامی واحد ملایر

ملایر دارای ۱۲ مرکز آموزش عالی است، که در مجموع ۲۰ هزار نفر دانشجو در مراکز آموزش عالی مستقر در این شهر مشغول به تحصیل می‌باشند.
- دانشگاه ملایر وابسته به وزارت علوم، تحقیقات و فناوری که هم‌اکنون نزدیک به ۶۰۰۰ دانشجو در ۶۷ رشته مختلف در این دانشگاه مشغول به تحصیل می‌باشند.[۵۹]
- دانشگاه آزاد اسلامی واحد ملایر[۶۰] دارای ۷۵۰۰ دانشجو
- دانشکده فنی و حرفه‌ای خوارزمی ملایر، مخصوص پسران دولتی دارای ۱۱۵۰ دانشجو
- دانشکده فنی و حرفه‌ای کوثر ملایر، مخصوص دختران دولتی
- دانشکده سما[۶۱] نیز به عنوان دو دانشگاه غیردولتی در ملایر فعال هستند. از جمله سایر مراکز آموزش عالی شهر ملایر می‌توان به
- دانشکده پیراپزشکی ملایر،
- دانشگاه پیام نور،
- دانشگاه علمی کاربردی،
- دانشکده پزشکی،
- دانشکده پرستاری ملایر،
- دانشگاه غیرانتفاعی ایمان و اندیشه،
- دانشکده علوم قرآنی ملایر[۶۲]
- دانشکده علوم قرآنی[۶۳] و چندین مرکز آموزش علمی کاربردی وابسته به دانشگاه جامع علمی کاربردی ملایر اشاره کرد.[۶۴]

### بیمارستانها و مراکز درمانی
- بیمارستان فوق تخصصی امام حسین (ع)
- بیمارستان تأمین اجتماعی غرضی
- بیمارستان مهر
- بیمارستان فخریه
- بیمارستان خصوصی لقمان
- درمانگاه فرهنگیان
- درمانگاه ولیعصر
- درمانگاه چمران
- درمانگاه اوقاف
- پایگاه انتقال خون

### حوزه علمیه
در سال ۱۲۳۶ هجری قمری مدرسهٔ علمیهٔ شیخ الملوک در ملایر ایجاد شد. در اواخر دورهٔ حکمرانی شیخ علی میرزا و بنا به درخواست فتحعلیشاه در سال ۱۲۴۷ هجری قمری ملا احمد خراسانی که مقیم اصفهان بود جهت تنظیم امور شرعی در ملایر ساکن شد. پس از درگذشت ملا احمد خراسانی، آشیخ شهاب الدین مصطفوی از شاگردان آیت‌الله حجت به ملایر آمد و مدیریت حوزهٔ علمیه ملایر را در دست گرفت.

### موزه‌ها
- موزه مردم‌شناسی

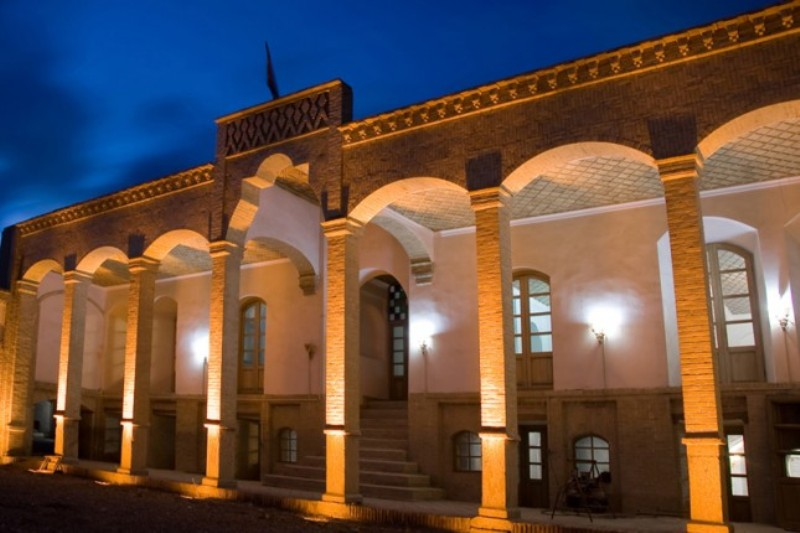
موزه مردم‌شناسی ملایر

- باغ موزه دفاع مقدس ملایر (در دست راه‌اندازی)
- باغ موزه مشاهیر ملایر (در دست راه‌اندازی)[۶۶]
- موزه تاریخ طبیعی ملایر (در دست راه‌اندازی)[۶۷][۶۸]
- موزه آموزش و پرورش ملایر (در دست راه‌اندازی)[۶۹]
- سایت موزه ارگ باستانی نوشیجان ملایر (در دست راه‌اندازی)[۷۰]

موزه مردم‌شناسی
قدمت موزه ملایر به دوره قاجار بازمی‌گردد. این موزه ابتدا توسط محسن مصدقی معروف به مصدق الممالک بنیان‌گذاری شد. محل این موزه خانه باستانی مرتضی خان لطفعلیان است و دارای اندرونی، بیرونی، حسینیه و اصطبل است. هم‌اکنون از این خانه به عنوان موزه مردم‌شناسی شهر ملایر استفاده می‌شود. موزه مردم‌شناسی ملایر ۱۳۰۰ متر زیربنا و در زمینی به وسعت ۴۵۰۰ متر ساخته شده است.

### هتل‌ها
هتل موجود در شهر ملایر عبارتند
- هتل پنج ستاره کریمخان زند.[۷۳]

- هتل باران[۷۴]
- مهمانپذیر کارون

## فرهنگ

### سینما
سینما بهمن (نام قدیمی کوروش) ملایر مجهزترین سینما در غرب ایران است. این سینما با ظرفیت ۶۰۰ نفر آغاز به کار کرد. فعالیت این سینما در سال ۱۳۵۷ متوقف شد اما در سال ۱۳۵۸ توسط بنیاد مستضعفان انقلاب اسلامی با نام جدید سینما بهمن و ظرفیت ۵۴۳ گشایش یافت.

### موسیقی
پیشینه موسیقی در ملایر به یکصد سال پیش می‌رسد. از چهرهای سرشناس موسیقی در ملایر می‌توان به سیف‌الدوله، لطیف فرحی، یدالله نیستانی، ماشاالله زندیان اشاره کرد. هم‌اکنون در شهر ملایر چندین گروه آموزش موسیقی فعال است. از سال ۱۳۷۶ شاخه‌ای از انجمن موسیقی ایران در ملایر فعال است.

### کتابخانه‌ها ملایر
در دههٔ ۱۳۲۰ صنعت چاپ در ملایر ایجاد شد و شهر ملایر در کنار شهرهایی چون تهران، تبریز، اصفهان و چند شهر دیگر در ایران از پیشگامان صنعت چاپ در ایران است.
کتابخانه‌های ملایر عبارتند از:
- کتابخانه علامه مجلسی ملایر
- کتابخانه دانشجو
- کتابخانه علامه امینی
- کتابخانه بهشتی
- کتابخانه ولایت

### نشریه‌ها
نخستین روزنامهٔ ملایر، روزنامه سهیل با مدیریت احتشام الممالک سهیلی و سردبیری باقر دبیران معروف به دبیرزاده ملایری است که در سال ۱۳۰۱ خورشیدی در ملایر منتشر شد. تازه‌ترین نشریهٔ ملایر نشریهٔ نور ملایر است که در سال ۱۳۹۳ مجوز انتشار گرفته است. از سوی دیگر مدیر مسئول روزنامه همدان پیام نیز از ایجاد روزنامه‌ای در ملایر در آینده خبر داده است.

### رادیو
راه‌اندازی ایستگاه رادیو شهری در شهر ملایر
تلاش‌هایی برای ایجاد رادیو صدای ملایر انجام گرفت. سرانجام رادیو ملایر در ۲۲ بهمن ۱۳۹۶ به صورت آزمایشی با کادری محلی آغاز به کار کرد.

## شهرهای خواهر
- ۲۰۲۳  ازبکستان، کوکند[۸۵]

## ورزش
ورزشکاران ملایری تاکنون موفق به دریافت مدال‌های جهانی در برخی رشته‌های ورزشی شده‌اند.
| نام               | رشته ورزشی | دوره                   | عنوان |
| ----------------- | ---------- | ---------------------- | ----- |
| شاهین نصیری نیا   | وزنه‌برداری | ۱۹۹۹ - آتن             | طلا   |
| مسعود مصطفی جوکار | کشتی آزاد  | ۲۰۰۴ - آتن (یونان)     | نقره  |
| علیرضا حیدری      | کشتی آزاد  | ۲۰۰۴ - آتن (یونان)     | برنز  |
| صادق گودرزی       | کشتی آزاد  | ۲۰۱۲ - لندن (انگلستان) | نقره  |

در زمینهٔ مدیریت ورزش، ملایر زادگاه دکتر محمود گودرزی (وزیر ورزش و جوانان دولت یازدهم) و کیومرث هاشمی (رئیس کمیتهٔ ملی المپیک) است.
در زمینه داوری کشتی مسعود چوبین داور بین‌المللی و عضو کمیسیون داوران کشور و در بخش ورزش‌های رزمی در رشته کونگ فو آقای صحبت الله کریم جوزانی یکی از مفاخر ملایر به حساب می‌آیند.

ورزش‌های زمستانی دربند ملایر

### اماکن ورزشی و ورزشگاه‌های
- ورزشگاه تختی
- ورزشگاه الهیه
- ورزشگاه کوثر
- ورزشگاه کارگران
- ورزشگاه استقلال
- مجموعه ورزشی تختی
- مجموعه ورزشی پوریا ولی
- مجموعه ورزشی کارگران
- سالن شهدا
- سالن الغدیر
- سالن انقلاب
- سالن سپاه
- سالن تاجوک
- سالن کوثر
- سالن کشتی مصطفی جوکار
- استخر سیفیه
- استخر کوثر
- استخر حجاب
- استخر کریمخان
- استخر کسرا
- استخر تختی
- زورخانه پوریا ولی
- زورخانه سپاه

## جاذبه‌ها
بوستان سیفیه
یکی از قدیمی‌ترین بوستان‌های طبیعی غرب کشور بوستان سیفیه ملایر است که در شمال شرقی این شهر در دامنه کوه گرمه قرار دارد. این باغ در مساحتی در حدود ۱۰ هکتار بنا شده و در سال ۱۳۰۴ توسط سیف‌الدوله نوه فتح‌علیشاه قاجار در زمان حکومتش بر ولایت ملایر و تویسرکان احداث شد.
مینی ورلد ملایر (پنجره‌ای به سوی دنیا)

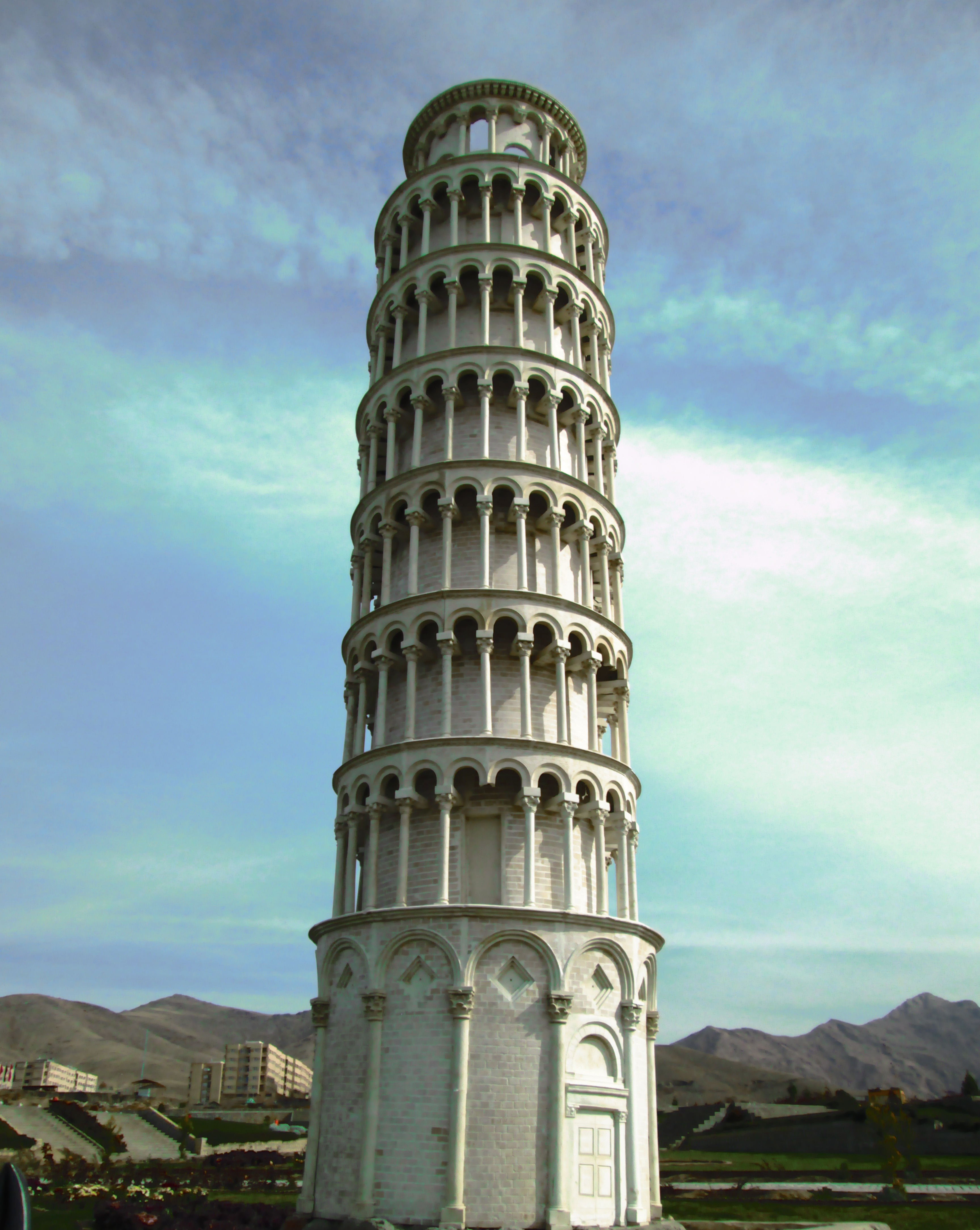
تندیس برج پیزا در مجموعهٔ جهان‌نما (مینی ورد) ملایر

اولین مینی ورلد خاورمیانه و چهارمین مینی ورلد جهان است که پس از کشورهای ژاپن، بلژیک و چین در ایران و در شهر ملایر ساخته می‌شود.
نمونه این پروژه در ایران و خاورمیانه وجود ندارد و ساخت این مینی ورلد با بهره‌گیری از شهر بروکسل بلژیک ساخته خواهد شد.
در این پروژه ۱۳۸ اثر تاریخی ملی و جهانی در مقیاس یک دهم ساخته می‌شود که ۱۵ اثر از این تعداد، از آثار تاریخی جهان هستند.
از جمله آثار در حال ساخت می‌توان به برج ایفل، اهرام ثلاثه و تاج محل هندوستان به عنوان چند اثر مهم جهانی که در مینی ورد به نمایش گذاشته می‌شود اشاره کرد. با آغاز به کار این پروژه عظیم در ملایر نه تنها مردم این شهرستان بلکه تمام مردم ایران می‌توانند چندین اثر تاریخی مهم جهان و ایران را از نزدیک و در ابعاد کوچکتر ببینند.
همچنین ساخت پرسپولیس (تخت جمشید)، حافظیه، برج آزادی، آرامگاه باباطاهر و بسیاری دیگر از آثار تاریخی ملی را از دیگر آثار در نظر گرفته شده برای نخستین مینی ورد ایران اعلام کرد.
مینی ورد در قسمت شرقی شهر ملایر در حال ساخت می‌باشد.
یخچال میرفتاح
یک بنای گنبدی است که با مصالحه آجر و سنگ بنا شده و متعلق به دوره قاجار است. ارتفاع گنبد در این بنا به ۱۲ متر می‌رسد و ضخامت دیوارهای آن در بیشترین نقاط به ۹۲ سانتیمتر می‌رسد. این بنا در اثر بارش باران در فروردین ۹۸ تخریب شد
بام ملایر
بام ملایر یکی از مکان‌های دیدنی این شهر است که ۴۶۰ وسعت داشته در قسمت شرقی این شهر ملایر قرار دارد.
برآورد اعتبار لازم برای اجرای این طرح ۳۸۰ میلیارد ریال برآورد شده
اهدافی که در ساخت این مجموعه بزرگ تفریحی و توریستی دنبال می‌شود:
- توسعه صنعت گردشگری، افزایش مدت اقامت گردشگران، افزایش اشتغال و درآمد سرانه شهروندان
- ایجاد زیر بناهای مناسب برای پرکردن اوقات فراغت و رفاه شهروندان، بهبود عبور و مرور شهری و راه‌های دسترسی به معابر اصلی شهر و کاهش ترافیک
- ایجاد فضاهای مناسبی را برای اقامت خانواده‌ها و گردشگران داخلی و خارجی

مجموعه‌هایی که در این طرح قرار خواهند گرفت:

مقبره سیف الدوله سلطان محمد در ملایر

شهربازی مسقف، کافی شاپ گردون، رستوران، هتل، کمپینگ اقامتی، تله کابین و منوریل، پیست پیاده‌روی، دوچرخه سواری، اسکیت، درشکه سواری و کارتینگ (ماشین اسباب بازی)، زمین‌های والیبال، بسکتبال، فوتسال، تنیس، بدمینتون، اسکی روی چمن، پیست‌های بدنسازی، دستگاه‌های ماساژور، پارک ترافیک، باغ موزه مشاهیر ملایر، کشور و جهان، آلاچیق، نورپردازی و آبشار مصنوعی
بخش‌هایی از بام ملایر که تاکنون به بهره‌برداری رسیده و در حال اتمام می‌باشد.
- ساخت و نصب یادمان شهدا که با ۲۶ متر ارتفاع در زمینی به مساحت ۴۰۰ متر مربع به عنوان بلندترین یادمان شهدا در استان همدان شناخته شده است.
- جدول کشی، آسفالت و سنگ‌فرش مسیر جاده سلامت که بخش اعظمی از این مجموعه را تشکیل داده است.
- ساخت آلاچیق و نصب تجهیزات ورزشی در مسیر جاده سلامت.
- ساخت و نصب مجسمه‌هایی از ایران باستان در مسیر ورودی بام ملایر.
- احداث سرویس بهداشتی و رستوران.
- ساخت آبشار مصنوعی در دامنه گرم کوه.
- دیواره سنگ نوردی و صخره‌نورد[۹۳][۹۴]

دریاچه کوثر ملایر

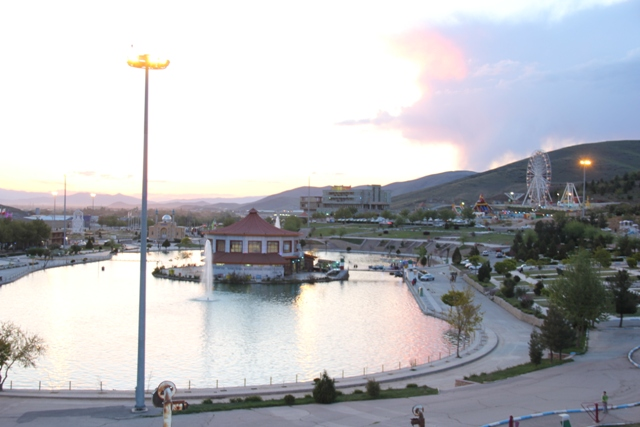
نمایی از دریاچه کوثر ملایر

دریاچه کوثر ملایر یک دریاچه مصنوعی با مساحت تقریبی ۲ هکتار است.
کاوانسرای شیخ الملوک
این کاروانسرا در شمال غربی راسته اصلی بازار توسط شیخ الملوک ساخته شده و قدیمترین کاروانسرای بازار ملایر بوده و در حال تخریب می‌باشد

## ره‌آورد

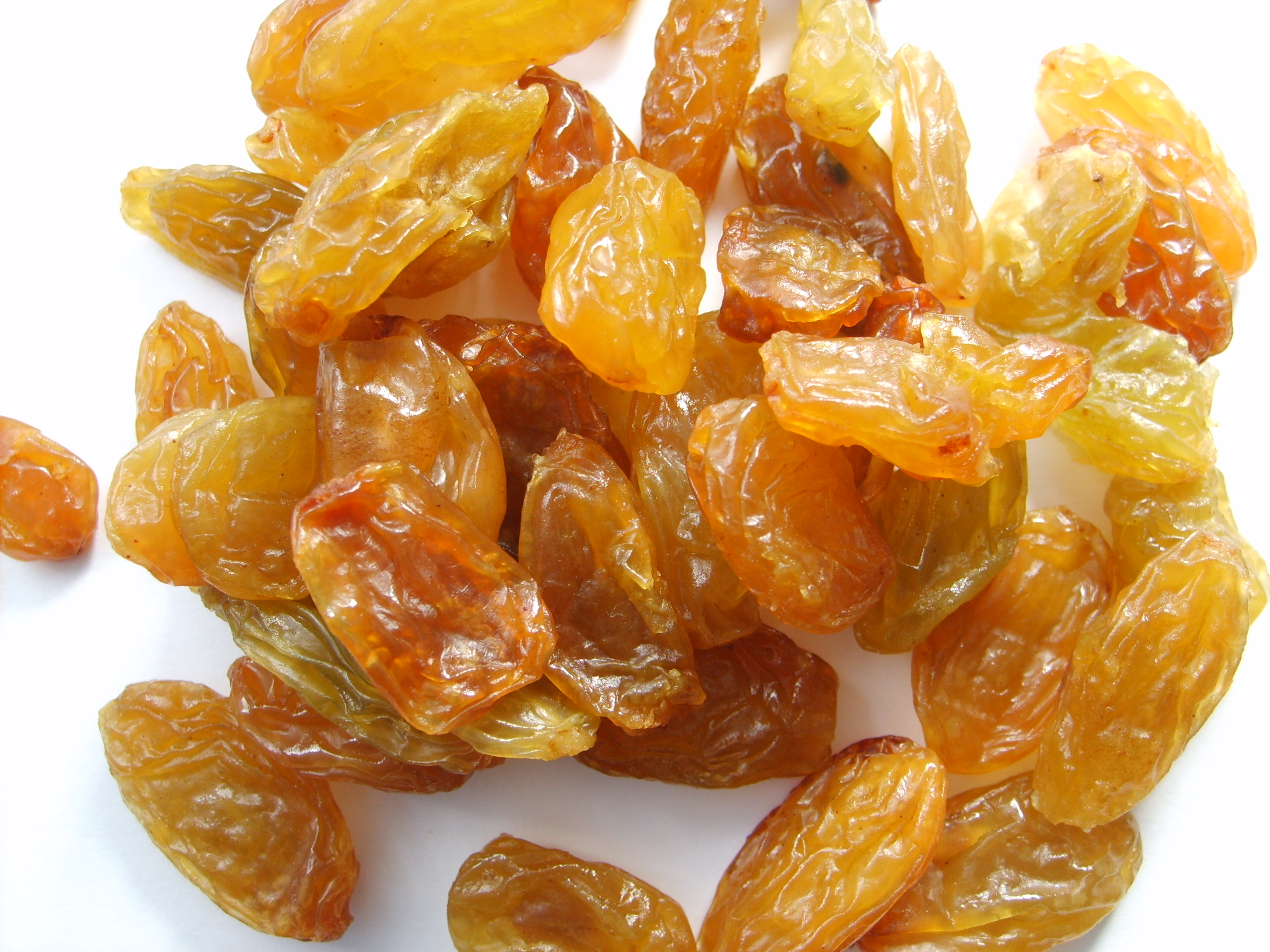
کشمش از فر اورده‌های انگور

تاورنیه گردشگر فرانسوی نیز که در زمان سلاطین صفوی دو بار به ایران آمده، در قسمت محصولات می‌گوید: «محصول پستهٔ ایران از ملایر است.» مقدسی فلسطینی که کتاب خود را در سال ۳۷۵ قمری نوشته است، از زعفران به عنوان محصول ملایر یاد می‌کند. این در حالی است که تا پایان حکومت قاجار زعفران یکی از اقلام صادراتی ملایر بوده است. پسته و زعفران در گذشته از اقلام صادراتی ملایر بوده است اما امروزه دیگر در ملایر به صورت انبوه کشت نمی‌شود. دیگر سوغاتی ملایر شیرهٔ ملایر است که پیشینهٔ کهنی دارد.
نظامی گنجوی دربارهٔ شیرهٔ ملایر می‌گوید:

قزوینی نیز می‌گوید:
و محال، ملایر در جنب این محال واقع است و چون صاحب آثارالبلاد در کتاب خود، احوال آن محال را ذکر نکرده است وسیع، غله دارد و انگور بسیار خوب در آنجا به عمل آید و شیرهٔ آن ولایت چنان باشد که در جمیع ایران، بلکه در جمیع روی زمین چنان شیره‌ای به عمل نیاید
امروزه نیز سوغات ملایر شامل کشمش، باسلوق، مبل، منبت، شیره وانگور و عسل است.

## ساختار شهری

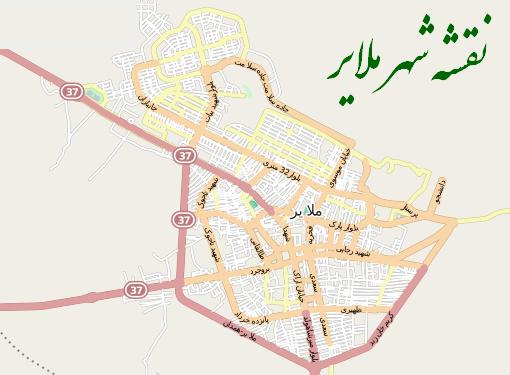
نقشه شهر ملایر

### شهرداری
تاریخچه
شهرداری ملایر در سال ۱۳۰۳ با تأسیس دفتری به نام فوائد عامه شروع به کار کرد. در سال ۱۳۱۷ نخستین ساختمان شهرداری در این شهر ساخته شد.
مناطق شهری
هم‌اکنون شهر ملایر دارای دو منطقه است که مستقیماً تحت نظارت شهرداری مرکزی اداره می‌شوند. سه روستا نامیله، ازنا و حاجی‌آباد به محدوده شهری ملایر پیوستند. وعده تأسیس شهرداری منطقه ۳ ملایر در مناطق امامزاده عبدالله، شمس‌آباد و طالقانی از سوی شهردار وقت ملایر در خرداد ۱۳۹۳ داده شده است.
مشکلات شهری
تکمیل خط لولهٔ انتقال آب از سد کلان به شهر و معضل ترافیک و حمل و نقل از مشکلات ملایر در حوزه مدیریت شهری می‌باشند.

### سازمان‌ها
پیشینهٔ برق
در سال ۱۳۱۲ توسط چند خیر، پنج موتور برق به قدرت ۳۱۰ اسب - ۵۲۵ اسب - ۷۸۰ اسب، خریداری و در محل خیابان شهید طلوعی (برق پایین) نصب و راه‌اندازی شد؛ و در سال ۱۳۲۶ سه موتور با قدرت ۱۷۸۰ اسب در خیابان تختی (برق بالا) نصب و در سال ۱۳۴۹ مورد بهره‌برداری قرار گرفت.
پیشینهٔ تلفن
در سال ۱۳۰۶ و درست ۱۳ سال پس از ورود تلفن به ایران، ملایر از طریق اراک، قم به تهران به خط تلفن متصل شد. در پایان بهمن ماه ۱۳۰۶ اداره تلفن ملایر دارای ۱۵ رشته سیم بوده است؛ و سپس همدان نیز به وسیلهٔ یک رشته سیم از طریق ملایر نیز به شبکهٔ مخابرات کشور متصل شد. از سوی دیگر اسدآباد هم به وسیلهٔ یک رشته سیم به شبکه مخابرات وصل شد. همچنین ارتباط با کرمانشاه نیز از طریق اسدآباد صورت می‌گرفت. همچنین ارتباط با شهرهای نهاوند، تویسرکان و بروجرد نیز از طریق ملایر بر قرار می‌شد. در سال ۱۳۵۴ ملایر اولین شهرستان تابعه استان همدان بود که به شبکه خودکار بین شهری پیوست.

### پارک‌ها

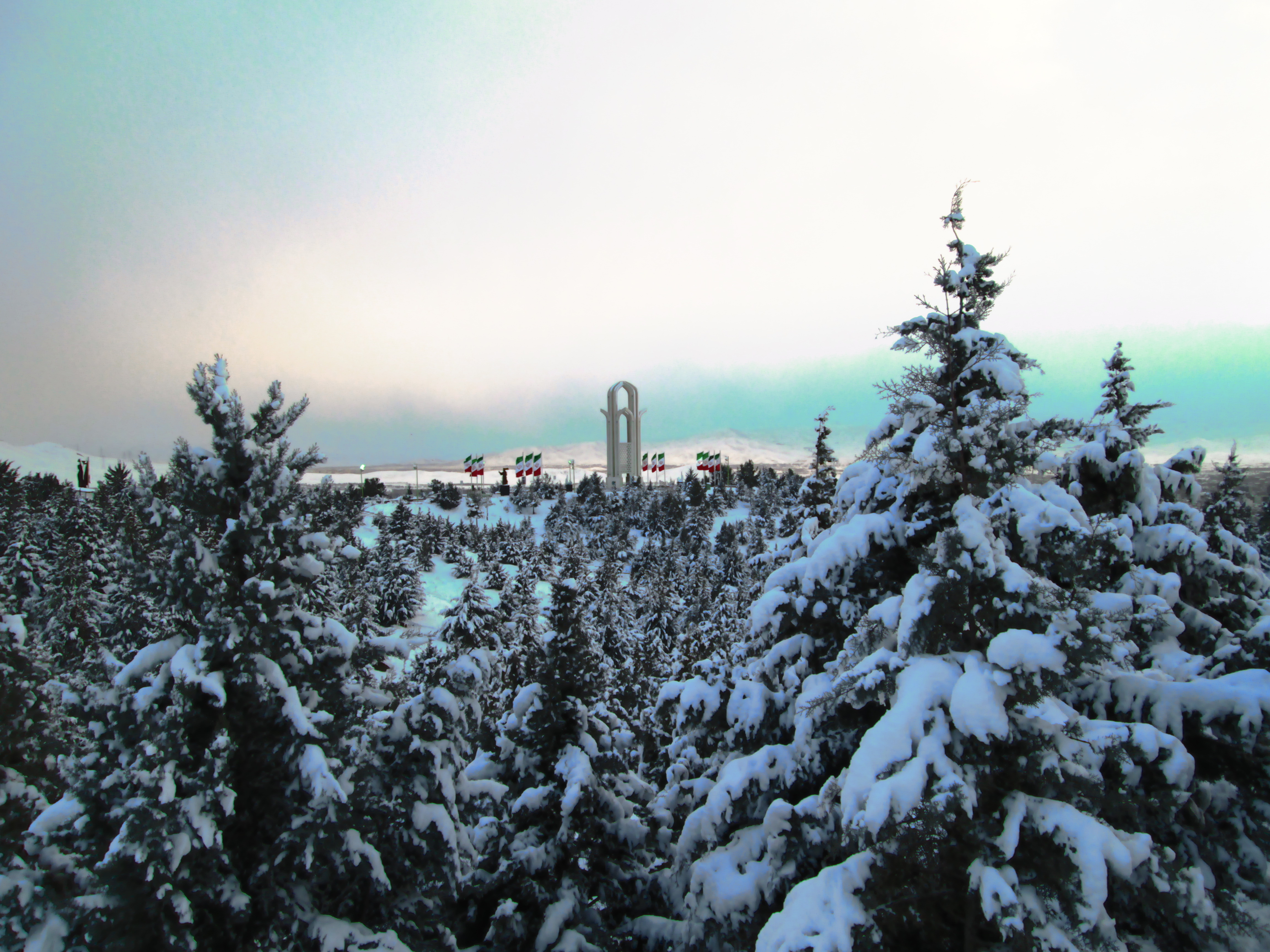
جنگل‌های ملایر

یکی از قدیمی‌ترین بوستان‌های طبیعی غرب کشور بوستان پارک سیفیه است که در شمال شرقی این شهر در دامنه کوه گرمه قرار دارد. این باغ در مساحتی در حدود ۱۰ هکتار بنا شده و در سال ۱۳۰۴ توسط سیف الدوله؛ نوه فتح‌علیشاه قاجار در زمان حکومتش بر ولایت ملایر و تویسرکان احداث شد.
کل فضای سبز شهرستان ملایر ۳ میلیون و ۱۱۴ هزار متر مربع است. هم‌اکنون ۴۰ پارک شهری در ملایر وجود دارد و سرانه فضای سبز ملایر ۱۹٫۶ متر مربع برای هر نفر است. وسعت پارک‌های ملایر ۱ میلیون و ۲۶۵ هزار متر مربع است.
پارک‌های جنگلی
شهرستان ملایر دارای ۴۸۸۳ هکتار جنگل است؛ و از این مقدار ۱۲۸ هکتار به عنوان ذخیره گاه جنگلی تحت مدیریت است. همچنین مساخت کل جنگل‌های دست کاشت در ملایر ۱۲۴۷ هکتار است. جنگل‌های دست کاشت ملایر شامل پارک جنگلی میرزا کوچک خان، پارک شاهد، جنگل کاری سه راهی بیژن‌آباد و جنگل کاری حاشیه جاده ملایر ـ همدان است.

### سلامت و بهداشت
نخستین بیمارستان ملایر بیمارستان ۲۵ تخت خوابی در پارک ملایر است که در سال ۱۳۰۵ توسط سیف الدوله ساخته شد. پس از آن در سال ۱۳۱۷ سکینه ترکمان سهرابی (فخرالحاجیه) پی ریزی بیمارستان مجهزی را در ملایر آغاز می‌کند. در سال ۱۳۲۲ بیمارستان فخریهٔ ملایر با ظرفیت ۱۲۲ تخت ثابت به بهره‌برداری رسید. بیمارستان فخریه در سال ۱۳۶۵ در جریان جنگ ایران و عراق بمباران شد. اما هم‌اکنون فعال است.
دیگر بیمارستان‌های فعال در ملایر، بیمارستان امام حسین با ظرفیت ۱۶۸ تخت، بیمارستان مهر با ۹۶ تخت، بیمارستان دکتر غرضی با ظرفیت ۱۶۴ تخت و مرکز جراحی خصوصی لقمان می‌باشند. وعده ساخت بیمارستانی ۱۲۸ تخته در شهر ملایر توسط سازمان اوقاف و امور خیریه ایران داده شده است.

## صنایع و کارخانجات
ملایر دارای ۲۶۸ واحد صنعتی فعال، شهرک‌های صنعتی شوشاب، سهند، شهرک مبل و منبت، منطقه ویژه اقتصادی سامن و با داشتن سد کلان، بزرگ‌ترین سد آبی استان است.
صنایع ملایر شامل
- فرو سیلیس غرب پارس
- سبزه
- بافتینه
- بافتسان
- لحیم سازی
- سیم و کابل آسیا
- کیان کرد
- کارخانجات کشمش
- تولید درب و پنجره پی وی سی کیان ویستا
- پتروشیمی
- شهرک شیشه
- کارخانه آلیاژی ذوب آهن
- معادن نقره سیلیس و اورانیوم و غیره می‌باشد.

### صنایع دستی ملایر

#### مبل و منبت کاری

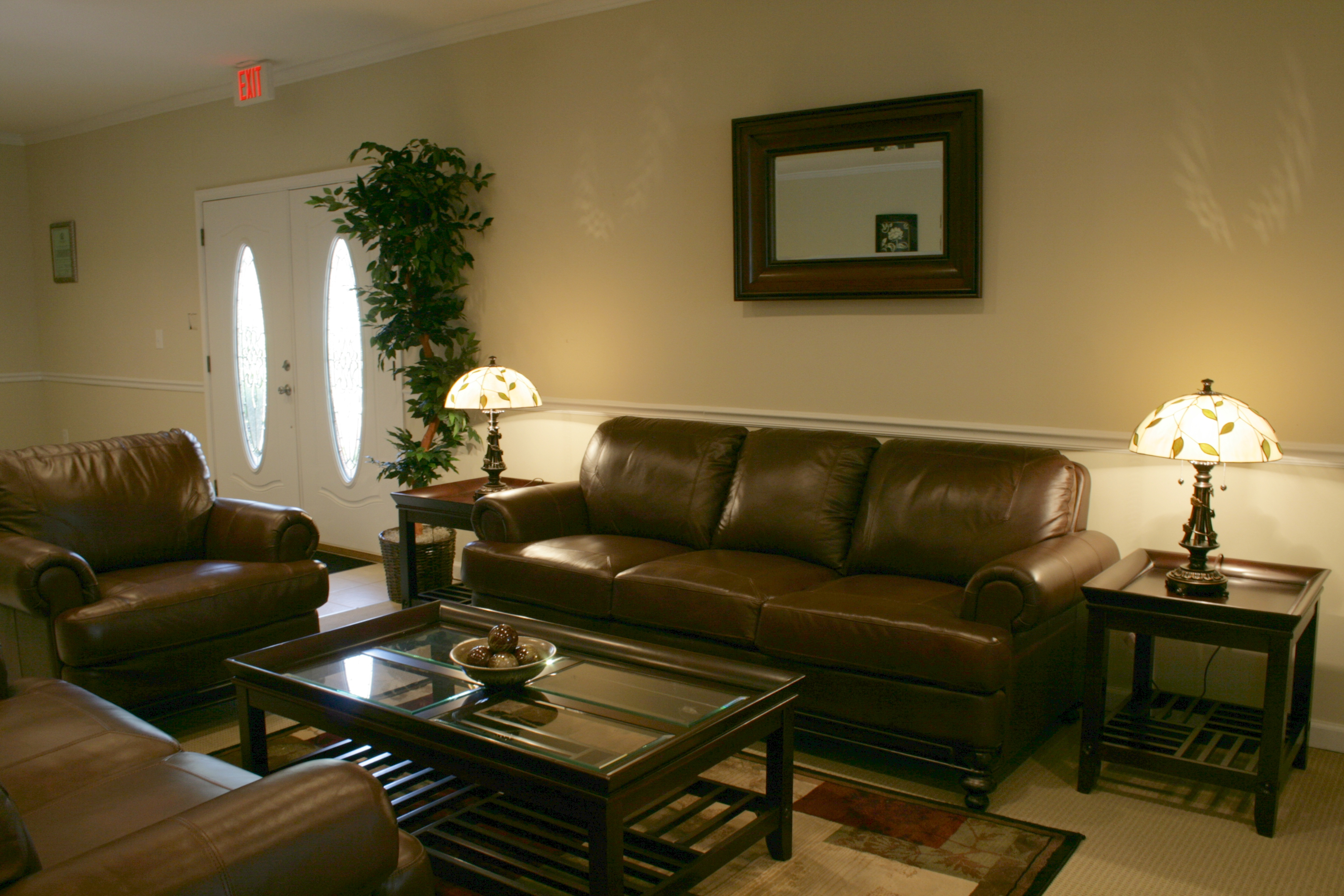
ملایر-تولید کنند ۶۳ درصد مبل ایران

تولید انواع صنایع دستی چوبی مانند خراطی، ظرفیت کاری، منبت کاری از دیر باز در ملایر رواج داشته است. در سال‌های اخیر علاوه بر شهرهای مذکور در روستاهای اورزمان، حسین‌آباد شاملو و بخش جوکار از توابع ملایر نیز، به تولید این صنعت می‌پردازند؛ که البته در این بین روستای دهنوی آورزمان شهرتی یافته که همه کشور این روستا را به عنوان روستایی نمونه در صنعت مبل و منبت می‌شناسند. به‌طوری‌که فقط ۶۳ درصد مبل و منبت کشور در شهرستان ملایر تولید می‌شود و در این زمینه می‌توان گفت که شهرستان ملایر رتبه اول را در کشور دارا می‌باشد. از دیگر صنایع دستی چشمگیرشهرستان ملایر می‌توان به مرواربافی یا همان سبد بافی اشاره کرد. وجود ترکه‌های چوبی با کیفیت و مرغوب در این شهرستان از عوامل مؤثر در رشد این صنعت دستی در این شهرستان است. به دلیل همین کیفیت مناسب ترکه‌های ملایر هنرمندانی که دراستان‌های شمالی کشور به این صنعت دستی اشتغال دارند چوب مورد نیاز خود را از شهرستان ملایر تأمین می‌کنند. این ترکه‌ها در روستاهای گوراب، داویجان، می آباد و حرم آباد از توابع ملایر توسط کشاورزان کاشته می‌شود. مروار بافی ملایر پس از سفال لالجین رتبه دوم صادرات صنایع دستی استان همدان را به خارج از کشور به خود اختصاص داده است.

## نگارخانه

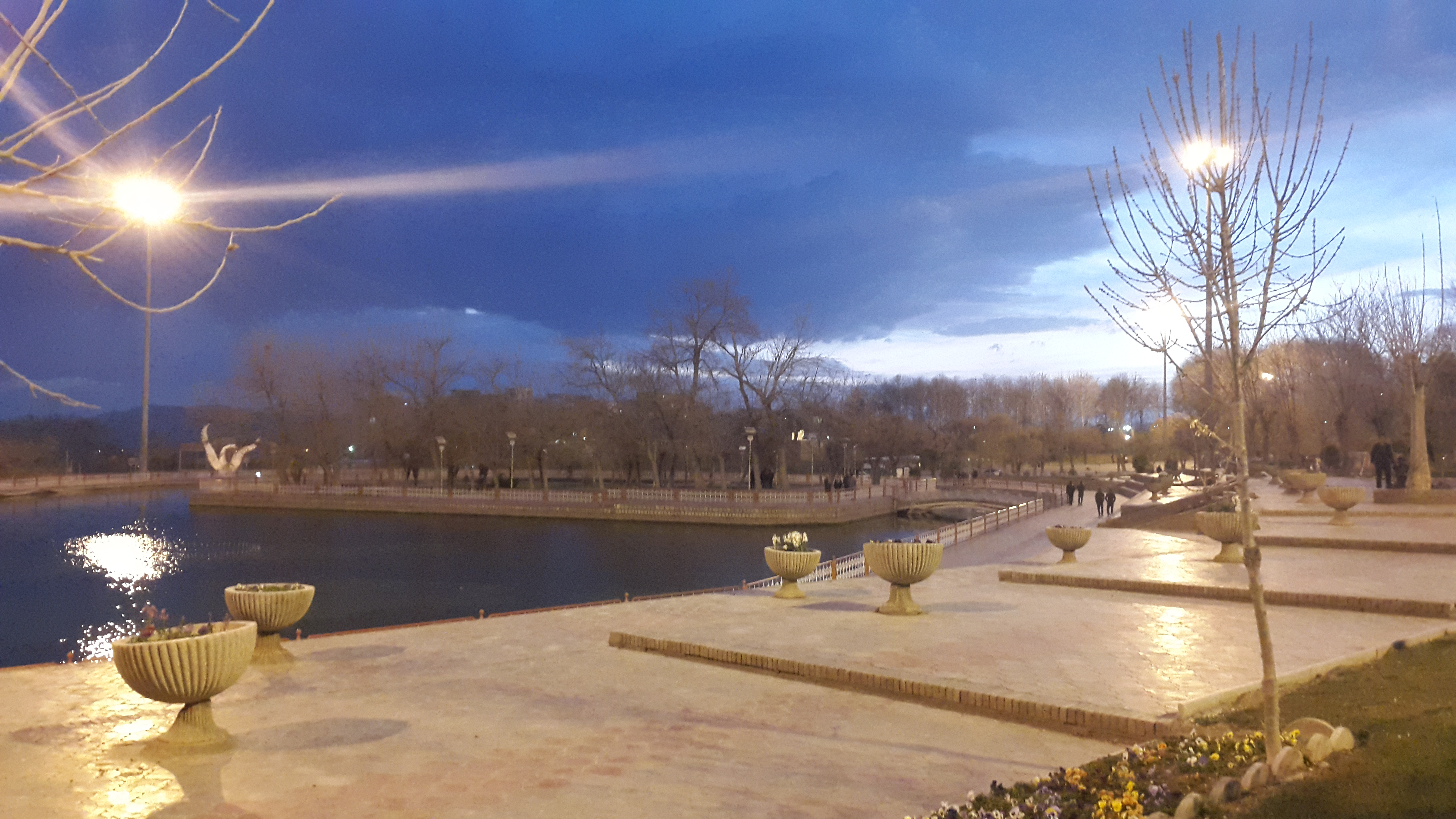
دریاچه مصنوعی پارک سیفیه
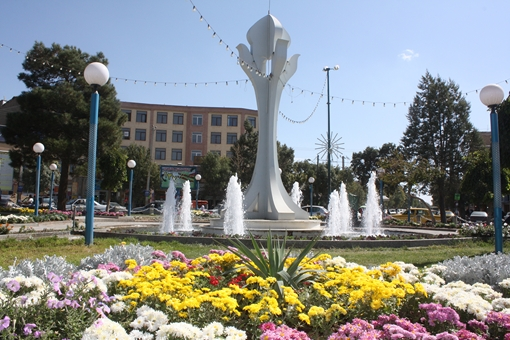
میدان امام
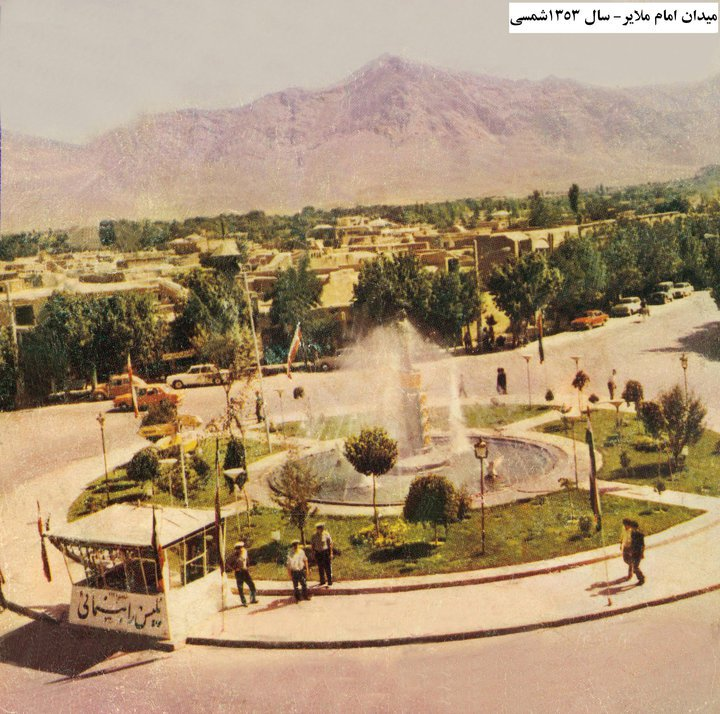
میدان مرکزی ملایر سال ۱۳۵۳
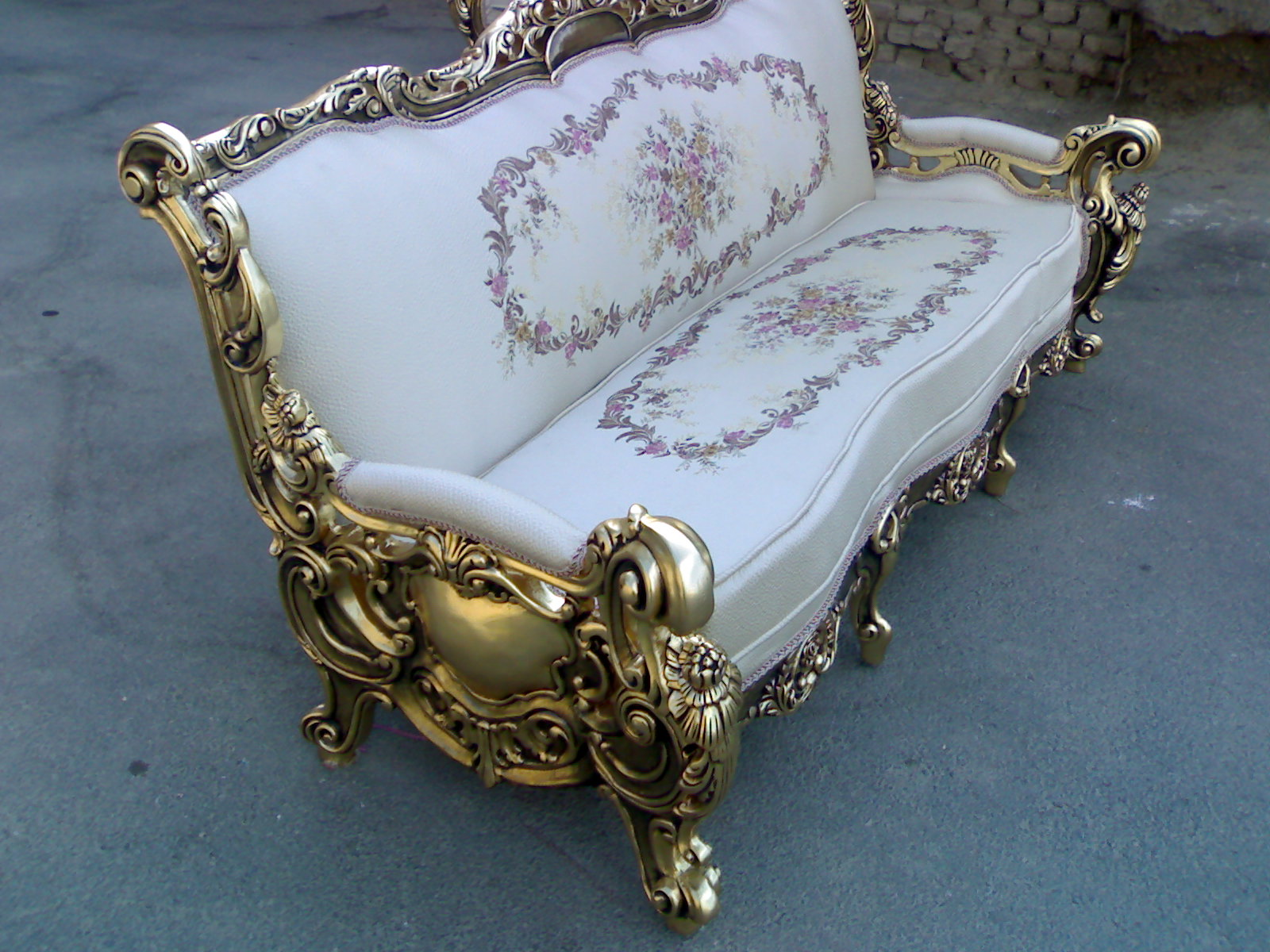
مبل استیل ملایر